# Evoplosoma forcipifera
Evoplosoma forcipifera is een zeester uit de familie Goniasteridae.
De wetenschappelijke naam van de soort werd in 1906 gepubliceerd door Walter Kenrick Fisher.